# Mimophis
Mimophis — рід змій родини піщаних змій (Psammophiidae). Представники цього роду є ендеміками Мадагаскару. Умовно отруйні змії (реальної небезпеки для людини не становлять).

## Види
Рід Mimophis нараховує 2 види:
- Mimophis mahfalensis (Grandidier, 1867)
- Mimophis occultus Ruane, Myers, Lo, Yuen, Welt, Juman, Futterman, Nussbaum, Schneider, Burbrink & Raxworthy, 2017

## Етимологія
Наукова назва роду Mimophis походить від сполучення слова дав.-гр. μιμος — наслідувач, імітатор і οφις — змія.